# Александровское сельское поселение (Терновский район)
Алекса́ндровское се́льское поселе́ние — муниципальное образование в Терновском районе Воронежской области.
Население на 20 декабря 2012 года — 603 жителя.
Административный центр сельского поселения — село Александровка.

## Географическое положение
Территория сельского поселения площадью 64,73 км², расположена в восточной части района; граничит на западе с территорией Алешковского сельского поселения, на севере — с Тамбовской областью, на востоке с Алексеевским сельским поселением соседнего Грибановского района, на юге с Народненским сельским поселением.

## История
Александровский сельсовет образован 9 марта 1964 года. Законом Воронежской области № 63-03 от 15 октября 2004 года Александровский сельсовет был наделён статусом сельского поселения.

## Административное деление
В состав поселения входит один населенный пункт:
- село Александровка.